# Соломон (фільм, 1997)
«Цар Соломон: Наймудріший з мудрих» (англ. Solomon) — це телевізійний фільм 1997 року створений студією Five Mile River Films, де в головній ролі знявся Бен Кросс - в ролі Соломона. Режисером виступив Роджер Янг. Фільм був повністю знятий в Марокко. Фільм вперше показали в Італії в 15 грудня 1997 року. На американському ТВ каналі — TNT фільм вийшов 30 квітня 2000 року як частина циклу фільмів «Біблійна колекція». Фільм є адаптацією Біблійної історії.

## Сюжет
Фільм починається з того, що Давид все ще цар Ізраїлю. Його сини Адонія і Соломон є жорстокими суперниками, тому що обидва вони є майбутніми спадкоємцями престолу. Адонія втягує Соломона в гонку на колісницях під час полювання, в якій Соломон перемагає, тому що Адонія втрачає контроль над своєю колісницею. Соломон привозить серйозно пораненого Адонію назад до Єрусалиму, але зустрічає Авішагу, яка допомагає в домі царя. Адонія закохався в Авісагу, але Вірсавія влаштувала її доглядати за зістарілим царем Давидом.

## В ролях
- Бен Кросс — Соломон
- Анук Еме — Ветсавія
- Вівіка А. Фокс — цариця Савська
- Макс фон Сюдов — цар Давид
- Марія Грація Кучінотта — Авішага
- Умберто Орсіні — Натан
- Стефанія Рокка — Анна пророчиця
- Річард Діллане — Єровоам I
- Marta Zoffoli — Basemah
- Іван Кей — Адонія
- Джордж Бейлі — Азраїл
- Декстер Флетчер — Ровоам
- Роджер Хаммонд — Цадок
- Майкл Калкін — Хірам фон Нафталі
- Стефан Губсер — Евіятар

## Факти
- Фільм «Соломон» є одним із фільмів циклу «Біблійна колекція» виробництва TNT television network. У Біблійній колекції виробництва цієї студії є 17 фільмів.
- Фільм був знятий в Марокко в місті Уарзазат.[1]

## Відмінності від оригінальних текстівБіблії
- В Біблії немає згадки про гонку на колісницях.